# Калук
Калук (рос. Калук) — село Ахтинського району, Дагестану Росії. Входить до складу муніципального утворення Сільрада Село Калук.
Населення — 1267 (2015).

## Населення
За даними перепису населення 2002 року в селі мешкало 1133 особи. В тому числі 589 (51,99 %) чоловіків та 544 (48,01 %) жінки.
Переважна більшість мешканців — лезгини (100 % від усіх мешканців). У селі переважає лезгинська мова.